# Смолинці (Церквеняк)
Смолинці (словен. Smolinci) — поселення в общині Церквеняк, Подравський регіон‎, Словенія.